# Ruta 313 (Costa Rica)
La Ruta 313, oficialmente Ruta Nacional Terciaria 313, es una ruta nacional de Costa Rica ubicada en la provincia de San José.

## Descripción
En la provincia de San José, la ruta atraviesa el cantón de Aserrí (los distritos de San Gabriel”La Fila”, trinidad, monterrey, legua), el cantón de León Cortés Castro (los distritos de San Pablo, Llano Bonito, San Isidro).